# Pumpkinhead: Ashes to Ashes
Pumpkinhead 3: Ashes to Ashes es una secuela hecha para televisión de la saga de películas de terror de Pumpkinhead. Dirigida por Jake West (Evil Aliens), quien coescribió el guion con Barbara Werner, sigue a Pumpkinhead (1988) y Pumpkinhead II: Blood Wings (1993).

## Reparto
- Doug Bradley como Doc Fraser.
- Douglas Roberts como Bunt Wallace.
- Lisa McAllister como Dahlia Wallace.
- Tess Panzer como Molly Sue Allen.
- Emanuel Parvu como Oliver Allen.
- Ioana Ginghina como Ellie Johnson.
- Lance Henriksen como Ed Harley.
- Radu Iacobian como Richie.
- Catalin Paraschiv como Ronnie Johnson.
- Dan Astileanu como Sheriff Bullock.
- Aurel Dicu como Tiny Wallace.
- Iulian Glita como Junior Wallace.
- Lynne Verrall como Haggis.
- Emil Hostina como Lenny.
- Philip Bowen como Reverendo McGee.
- Valentin Vasilescu como Diputado Ben.
- Bart Sidles como Fred.
- Mircea Stoian como Agente Bensen.
- Radu Banzaru como Agente Black.
- Liviu Gherghe como Stan.

## Producción
Anunciada inicialmente como Pumpkinhead 3, se rodó conjuntamente con otra secuela, Pumpkinhead 4, en Bucarest, Rumania. Posteriormente serían renombradas como Pumpkinhead: Ashes To Ashes y Pumpkinhead: Blood Feud, respectivamente, antes de su lanzamiento.